# Adinandra poilanei
Adinandra poilanei är en tvåhjärtbladig växtart som beskrevs av François Gagnepain. Adinandra poilanei ingår i släktet Adinandra och familjen Pentaphylacaceae. Inga underarter finns listade i Catalogue of Life.